# 人間失格 (R指定のアルバム)
『人間失格』(にんげんしっかく)は、日本のヴィジュアル系バンド、R指定が2010年3月24日に発売した、通算1枚目となるオリジナルアルバム。

## 概要
- R指定初のフルアルバム。前作『裏音源盤。』から、半年ぶりのリリースとなった。
- 通常盤と初回限定盤の2形態でのリリースで、2000枚限定の初回限定盤には、アルバム曲「花魁パレード」のPVとメイキング映像が収録されたDVDが封入されている。

## 収録曲

### CD

#### 初回限定盤
1. 人間失格
アルバムタイトル曲。
2. 花魁パレード
先述のように、PVが製作されている。なお、PVは本作の他にも、ビデオ・クリップ集『映像盤。』にも収録されている。
3. 玉砕メランコリィ
2ndシングルの表題曲。ここからシングル曲が2曲続く。
4. 親不孝通りは今日も雨。
1stシングルの表題曲。本作に収録されているシングル曲の中で、最も古い楽曲である。
5. 所詮、私は猫ですもの
6. 路地裏の女
インストゥルメンタル。
7. 拝啓、薔薇色な日々よ
4thシングルの表題曲。本作に収録されているシングル曲の中で、最も新しい楽曲である。ここからシングル曲が2曲続く。
8. 國立少年 -ナショナルキッド-
3rdシングルの表題曲。
9. アナタ
10. 幸あれ

#### 通常盤
1. 人間失格 (3:42)
2. 花魁パレード (3:39)
3. 玉砕メランコリィ (4:37)
4. 親不孝通りは今日も雨。 (4:32)
5. 所詮、私は猫ですもの (3:34)
6. 路地裏の女 (2:13)
7. 拝啓、薔薇色な日々よ (4:07)
8. 國立少年 -ナショナルキッド- (4:10)
9. 天神駅 (4:28)
通常盤のみの収録。
10. 修羅場 (3:05)
通常盤のみの収録。
11. アナタ (6:04)
12. 幸あれ (3:59)

### 初回限定盤 DVD
1. 花魁パレード PV
2. 花魁パレード PV Making

## 収録映像作品
PV収録作品
- 『裏映像盤。』(#3、#4)
- 『映像盤。』(#2、#8)

ライブ映像収録
- 『映像盤。参』(#3、#4)